# عنکبوت‌های خرمن هیره
عنکبوت‌های خرمن هیره (نام علمی: Cyphophthalmi) نام یک زیرراسته از راسته عنکبوت‌های خرمن است.